# マイク・アラモス
マイク・アラモス（Mike Alamos、1994年3月31日 - ）は、フランスの男性キックボクサー、ムエタイ選手。Team ALAMOS所属。
兄のダミアン・アラモスはルンピニー・スタジアム認定スーパーライト級王者である(2012年)。

## 来歴
2013年1月14日、Jawin presents Krush Grand Prix 2013において瀧谷渉太と対戦し判定勝ち。
2015年11月8日、RISE 108で那須川天心と対戦し1RKO負け。